# Aron Ra
Aron Ra (dříve L. Aron Nelson, narozen 15. října 1962) je americký paleontolog, spisovatel, podcaster a ateistický aktivista. Ra je moderátorem podcastu Ra-Men a regionálním ředitelem organizace American Atheists (Američtí ateisté). Dříve působil jako prezident Atheist Alliance of America (Americká ateistická aliance) a kandidoval za demokraty do senátu v texaském obvodu.

## Raný život
Aron Ra se narodil v Kingmanu v Arizoně a byl pokřtěn jako mormon. Navzdory své náboženské výchově uvádí, že byl od mládí skeptikem.
V Dallasu vystudoval paleontologii.

## Aktivismus
Ra je hlasitým kritikem teismu a kreacionismu a obhájcem zařazení evoluce do přírodovědných osnov, a na YouTube vytváří videa na téma skepticismu, svobodného myšlení a ateismu. Mezi jím vydané série videí patří například Foundational Falsehoods of Creationism (Základní nepravdy kreacionismu), Refuting the Irrefutable Proof of God (Vyvracení nevyvratitelného důkazu Boha) a How Aron Ra Disproves Noah's Flood (Jak Aron Ra vyvrací Noemovu potopu).
Spolu s manželkou Lilandrou píše blog Reason Advocates.
Účastnil se živých debat s kreacionisty mladé Země, včetně Raye Comforta, a vystupoval na skeptických konferencích v Evropě. V březnu 2016 přednášel v Praze. Jako člen skupiny Unholy Trinity (Nesvatá trojice) absolvoval turné po Spojených státech a Austrálii s dalšími ateistickými aktivisty Sethem Andrewsem z The Thinking Atheist (Přemýšlejícího ateisty) a Mattem Dillahuntym z The Atheist Experience (Ateistické zkušenosti).
Objevil se v dokumentárních filmech My Week in Atheism (Můj týden v ateismu) režiséra Johna Christyho a Batman & Jesus režiséra Jozefa K. Richardse. V roce 2016 vydal svou první knihu Foundational Falsehoods of Creationism (Základní klamy kreacionismu).
Ra je tvůrcem projektu Phylogeny Explorer (Fylogenetický průzkumník), což je bezplatná, dobrovolníky provozovaná online encyklopedie celého fylogenetického stromu života, která je v současné době ve vývoji.

## Politická kandidatura a názory
V březnu 2017 Ra odstoupil z funkce prezidenta Atheist Alliance of America, aby mohl kandidovat do texaského státního senátu proti republikánovi Bobu Hallovi. Byl první demokratický kandidát od roku 2002, který se ucházel o křeslo v obvodu č. 2. Z kandidatury odstoupil poté, co nezískal podporu Demokratické strany.
Ra se označuje za feministu.

## Dílo
- Foundational Falsehoods of Creationism, Pitchstone Publishing, Durham (2016), ISBN 978-1-63431-080-2[34]